# CSM Constanța (handbal masculin)
CSM Constanța este o echipă de handbal din Constanța, România, care concurează în Liga Națională Română. Formată în iulie 2015 ca HC Dobrogea Sud Constanța după dispariția HCM Constanța (din cauza datoriilor mari pe care clubul le acumulase), echipa a fuzionat în 2022 cu nou-înființatul club polisportiv CSM Constanța, ca secția de handbal masculin al acestuia. 

## Istorie

### HCM Constanța

Logoul vechiului club

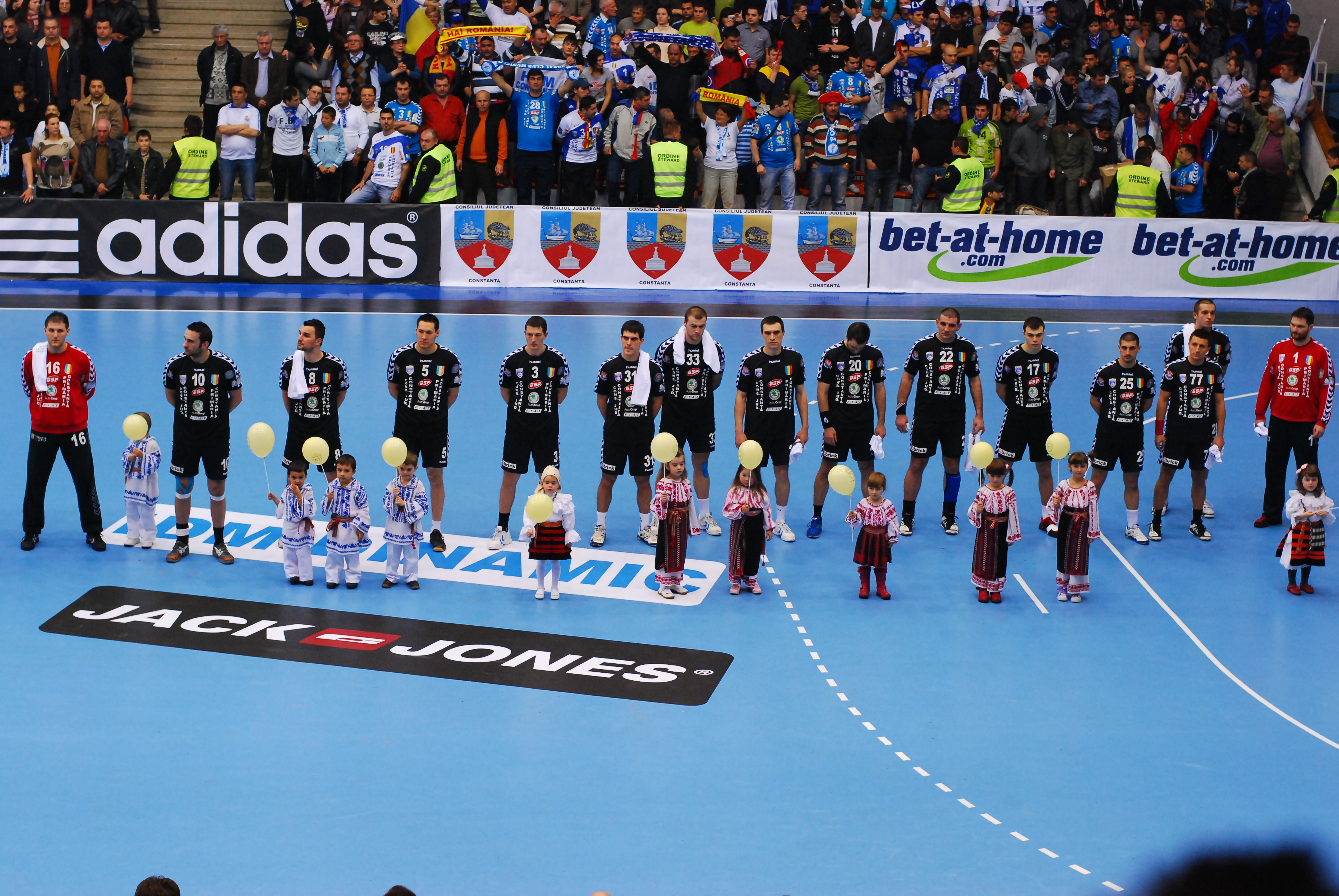
Echipa în 2010

HCM Constanța, a fost multiplă campioană a României. Ea are în palmares 8 titluri și 6 cupe ale României, astfel fiind cea mai titrată echipă a Dobrogei. Aceasta s-a desființat în iulie 2015 din cauza datoriilor financiare.

### HC Dobrogea Sud Constanța
HC Dobrogea Sud Constanța s-a înființat în iulie 2015, după un an în divizia a doua (sezonul 2015-16), echipa a fost promovată în Liga Națională. A devenit vicecampioana națională în sezonul 2018-2019, iar după pandemia COVID-19 a reușit alte 2 clasări pe locul 3.

### CSM Constanța
Echipa HC Dobrogea Sud Constanța a fuzionat în decembrie 2022 cu nou-înființatul club polisportiv CSM Constanța, ca secția de handbal masculin al acestuia. A terminat sezonul 2022-23 tot pe locul 3.

## Palmares
- Liga Națională (9):
  - Câștigătoare: 2004, 2006, 2007, 2009, 2010, 2011, 2012, 2013, 2014
  - Vicecampioni : 2019

- Cupa României (7):
  - Câștigătoare: 2006, 2011, 2012, 2013, 2014, 2018, 2023

- Supercupa României (2):
  - Câștigătoare: 2017, 2021

- Cupa Cupelor EHF:
  - Semifinalistă: 2006
  - Sferturi de finală: 2007, 2009

- Cupa Challenge EHF:
  - Semifinalistă: 2004

## Echipa actuală
Echipa pentru sezonul 2023-2024
| Portari - 01 Vladut Rusu - 12 Gabriel Darius Preda - 16 Dan Vasile Extreme stânga - 07 Alexandru Andrei - 33 Valentino Ravnić Extreme dreapta - 04 Teodor Ștefan - 05 Ionuț Nistor - 31 Strahinja Stankovic Line players - 22 Gastón Mouriño - 23 Zoran Nikolić - 43 Daniel Susanu | Left Backs - 08 Irakli Chikovani - 10 Gabriel Ilie - 27 Marin Vegar - 34 Vitaly Komogorov Central Backs - 09 Kadir Ayar Murtaza - 14 Călin Mihai Căbuț - 20 Andrei Dragan - 21 Liviu Caba Right Backs - 03 Rareș Ștefan - 13 Mikalai Aliokhin |

### Staff-ul tehnic
Personal pentru sezonul 2023-2024
| Poz.               | Nume           |
| ------------------ | -------------- |
| Antrenor principal | George Buricea |
| Antrenor Asistent  | Ionut Puscasu  |
| Antrenor portari   |                |
| Antrenor Fitness   |                |
| Kinetoterapeut     |                |
| Team Leader        |                |

## Jucători importanți

### Perioada HCM Constanța
| - Viachaslau Saldatsenka - Dejan Malinović - Damir Doborac - Janko Kević - Irakli Chikovani - Nikolaos Riganas - Timuzsin Schuch - Branislav Angelovski - Nikola Mitrevski - Velko Markoski - Mladen Rakčević - Stevan Vujović - Aleksandar Adžić - Miodrag Kažić - Valentin Ghionea - Alexandru Stamate - Gheorghe Irimescu - Alexandru Șimicu - Daniel Cristian Mureșan | - Mihai Popescu - Ionuț Stănescu - Laurențiu Toma - Marius Sadoveac - Alexandru Csepreghi - George Buricea - Marius Stavrositu - Bogdan Criciotoiu - Milutin Dragicevic - Dalibor Čutura - Nemanja Mladenović - Nikola Crnoglavac - Zoran Nikolić - Dane Šijan - Predrag Vujadinović - Milutin Dragićević - Ognjen Kajganić - Alberto Val - Javier Humet |

### Perioada HC Dobrogea Sud
| Portari - 01 Rudi Stănescu - 12 Dane Šijan Extreme - 05 Ionuț Nistor - 13 Predrag Vujadinović - 14 Laurențiu Toma - 25 Claudiu Subțirică - 77 George Buricea Pivoți - 02 Mladen Rakčević - 21 Dragoș Soare - 23 Zoran Nikolić | Intermediari - 10 Duško Čelica - 08 Bodgan Moisa - 24 Alexandru Bologa - 06 Bogdan Munteanu - 15 Nikola Crnoglavac Centri - 07 Ionuț Săulescu - 17 Dalibor Čutura - 18 Branislav Angelovski |

## Antrenori
| Perioadă  | Nume               |
| --------- | ------------------ |
| 2017-     | Aihan Omer         |
| 2015–2017 | Đorđe Ćirković     |
| 2012–2015 | Zvonko Šundovski   |
| 2011–2012 | Constantin Ștefan  |
| 2011      | Alexandru Buligan  |
| 2010–2011 | Ion Crăciun        |
| 2010      | Eden Hairi         |
| 2010      | Jovica Cvetković   |
| 2008–2010 | Zoran Kurteš       |
| 2008      | Eden Hairi         |
| 2008      | Vasile Stângă      |
| 2007–2008 | Eden Hairi         |
| 2006–2007 | Lucian Râșniță     |
| 2006      | Ljubomir Obradović |
| 2003–2006 | Aihan Omer         |